# Hans Linde
Hans Gustav Linde, född 4 februari 1979 i Hyby församling, Malmöhus län, är en svensk politiker (vänsterpartist) och tidigare förbundsordförande för RFSU. Han var ordinarie riksdagsledamot för Vänsterpartiet 2006–2017, invald för Göteborgs kommuns valkrets. Linde var gruppledare för Vänsterpartiet i riksdagen mellan oktober 2010 och februari 2016.

## Biografi
Innan han blev riksdagsledamot var Linde studerande och arbetade som timvikarie inom den offentliga sektorn.
Linde, som varit vice förbundsordförande för Ung Vänster, var från 2010 till 2017 ledamot av Vänsterpartiets partistyrelse, samt dess verkställande utskott. Han var även partiets utrikespolitiska talesperson samt talesperson i HBT-frågor.
Bland Lindes utskottsuppdrag i riksdagen märks främst att han varit ledamot i utrikesutskottet sedan år 2006 och ledamot i krigsdelegationen sedan 2010 fram till dess att han avgick.
Hans Linde meddelade den 4 augusti 2011 att han kandiderade till uppdraget som partiordförande i Vänsterpartiet. Han drog tillbaka sin kandidatur efter att valberedningen föreslagit Jonas Sjöstedt.

### RFSU
I juni 2017 valdes Linde till förbundsordförande för RFSU. I samband med tillträdandet avsade sig Linde sina partipolitiska uppdrag. Inom ramen för sitt RFSU-uppdrag har Linde sedan 2019 arbetat i FN:s högnivåkommission om sexuella och reproduktiva rättigheter. Kommissionen rapporterar till FN:s befolkningsfond UNFPA och har publicerat två rapporter. Han sitter också i styrelsen för den amerikanska aborträttsstiftelsen Ipas.